# Les Garagistes
Les Garagistes est un groupe de zouglou ivoirien composé de 4 personnes.

## Discographie
- La Bonne Note (juin 2015)
- Enfant chéri
- Livre blanc
- Titrologues
- Tapis rouge
- Fauteuil présidentiel
- Kouyou (2004)
- Wayé Zébetou
- Portique de sécurité